# Cesário Lange (kommun)
Cesário Lange är en kommun i Brasilien.   Den ligger i delstaten São Paulo, i den sydöstra delen av landet, 800 km söder om huvudstaden Brasília. Antalet invånare är 15 547.
Följande samhällen finns i Cesário Lange:
- Cesário Lange

Omgivningarna runt Cesário Lange är en mosaik av jordbruksmark och naturlig växtlighet. Runt Cesário Lange är det ganska tätbefolkat, med 192 invånare per kvadratkilometer.